# North Kensington
Pour l’article homonyme, voir North Kensington (Maryland).
North Kensington est un quartier de Londres. Il est situé dans l'ouest de la ville, au nord de Notting Hill et au sud de Kensal Green. Sa rue la plus connue est Portobello Road.

## Histoire
- En 1958, les émeutes raciales de Notting Hill touchent également le quartier de North Kensington.
- Le 14 juin 2017, un grave incendie frappe la tour Grenfell, un immeuble d'habitation situé dans ce quartier, faisant, selon les policiers, 71 morts, environ 8 disparus et 74 blessés.

## Transport
North Kensington est desservi par la station Ladbroke Grove du métro de Londres (lignes Circle et Hammersmith & City).